# Isabel Luísa da Baviera
Isabel Luísa da Baviera (em alemão: Elisabeth Ludovika von Bayern; Munique, 13 de novembro de 1801 – Dresden, 14 de dezembro de 1873) foi a esposa do rei Frederico Guilherme IV e rainha-consorte da Prússia de 1840 até 1861.

## Biografia

### Família

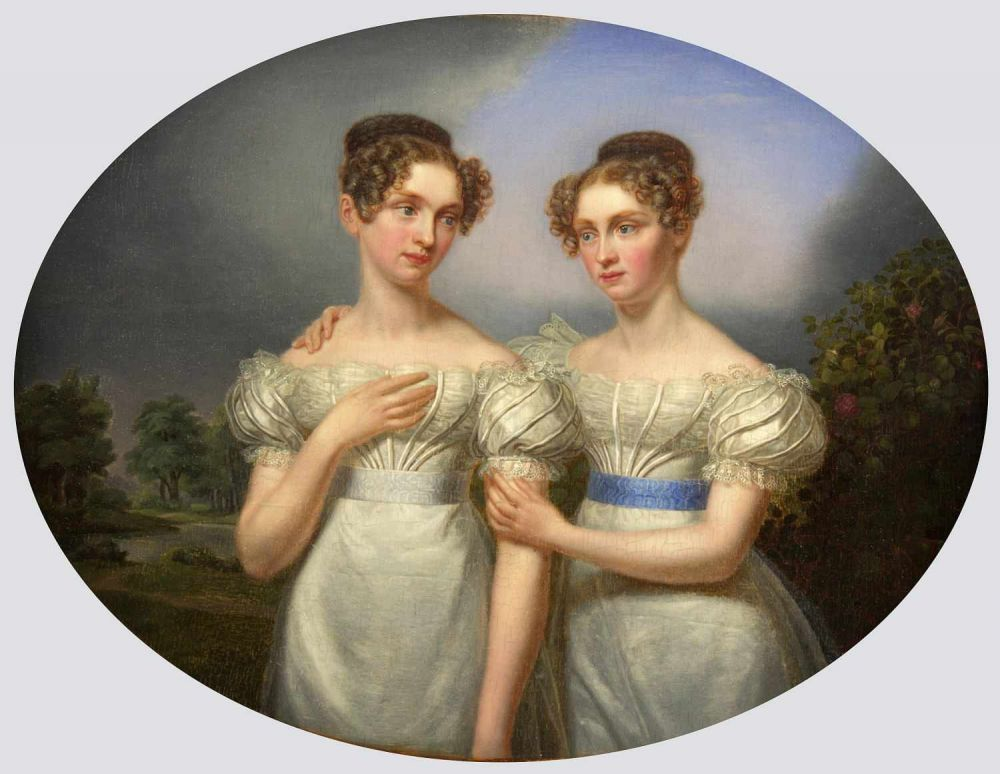
Isabel Luísa com sua irmã gêmea Amélia Augusta, c. 1820

Chamada carinhosamente de "Elise", Isabel era a terceira filha de Maximiliano I José da Baviera e de sua segunda esposa, a princesa Carolina de Baden. Seus avós paternos foram o conde palatino Frederico de Zweibrücken-Birkenfelde Maria Francisca de Sulzbach; enquanto seus avós maternos foram o príncipe hereditário Carlos Luís de Baden e Amélia Frederica de Hesse-Darmstadt.
Era irmã gêmea da rainha Amélia Augusta, casada com o rei João I da Saxônia. Suas outras irmãs foram: Maria Ana, rainha da Saxônia (esposa de Frederico Augusto II), Sofia, arquiduquesa da Áustria (irmã gêmea de Maria Ana e mãe dos imperadores Francisco José I da Áustria e Maximiliano I do México) e Luísa Guilhermina, duquesa da Baviera (mãe da imperatriz Isabel da Áustria, mais conhecida como "Sissi", consorte de Francisco José I).
Isabel também tinha irmãos nascidos do primeiro casamento de seu pai (com Augusta Guilhermina de Hesse-Darmstadt): o rei Luís I da Baviera, Augusta, Duquesa de Leuchtenberg (mãe de Josefina, rainha da Suécia e de Amélia, imperatriz do Brasil) e Carolina, imperatriz da Áustria.

### Casamento

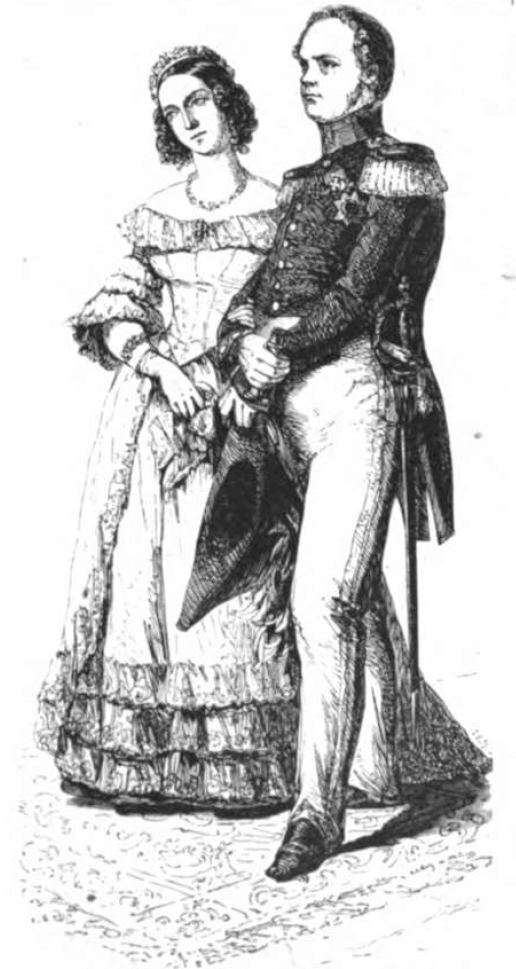
Isabel Luísa e marido

Casou-se em Berlim, em 29 de novembro de 1823, com o futuro rei Frederico Guilherme IV da Prússia, filho mais velho do rei Frederico Guilherme III e de Luísa de Mecklemburgo-Strelitz.

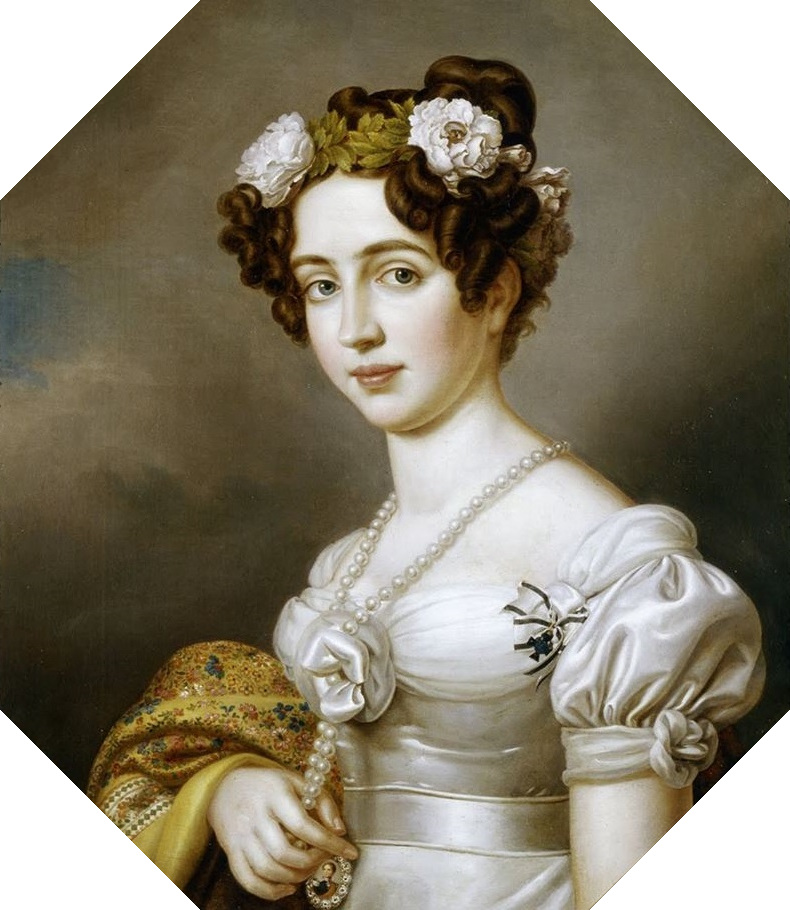
Retrato por Joseph Karl Stieler, 1843

Chegando a Munique, Frederico Guilherme interessou-se por Isabel, mas ela era católica (religião oficial da Baviera) e o príncipe procurava uma noiva protestante. A solução encontrada pelas famílias foi firmar um acordo onde Isabel se comprometia a aprender o básico da religião protestante e a professar sua fé de forma discreta. Em 1830, ela converteu-se espontaneamente à religião de seu marido. O casal não teve filhos.
Isabel compartilhava os mesmos interesses intelectuais de Frederico, especialmente o gosto pelas artes. Tornou-se rainha consorte em 1840, mas nunca demonstrou interesse pelos assuntos de estado. Sua única influência nesse sentido foi na preservação dos laços de amizade entre o Reino da Prússia e o Império Austríaco.

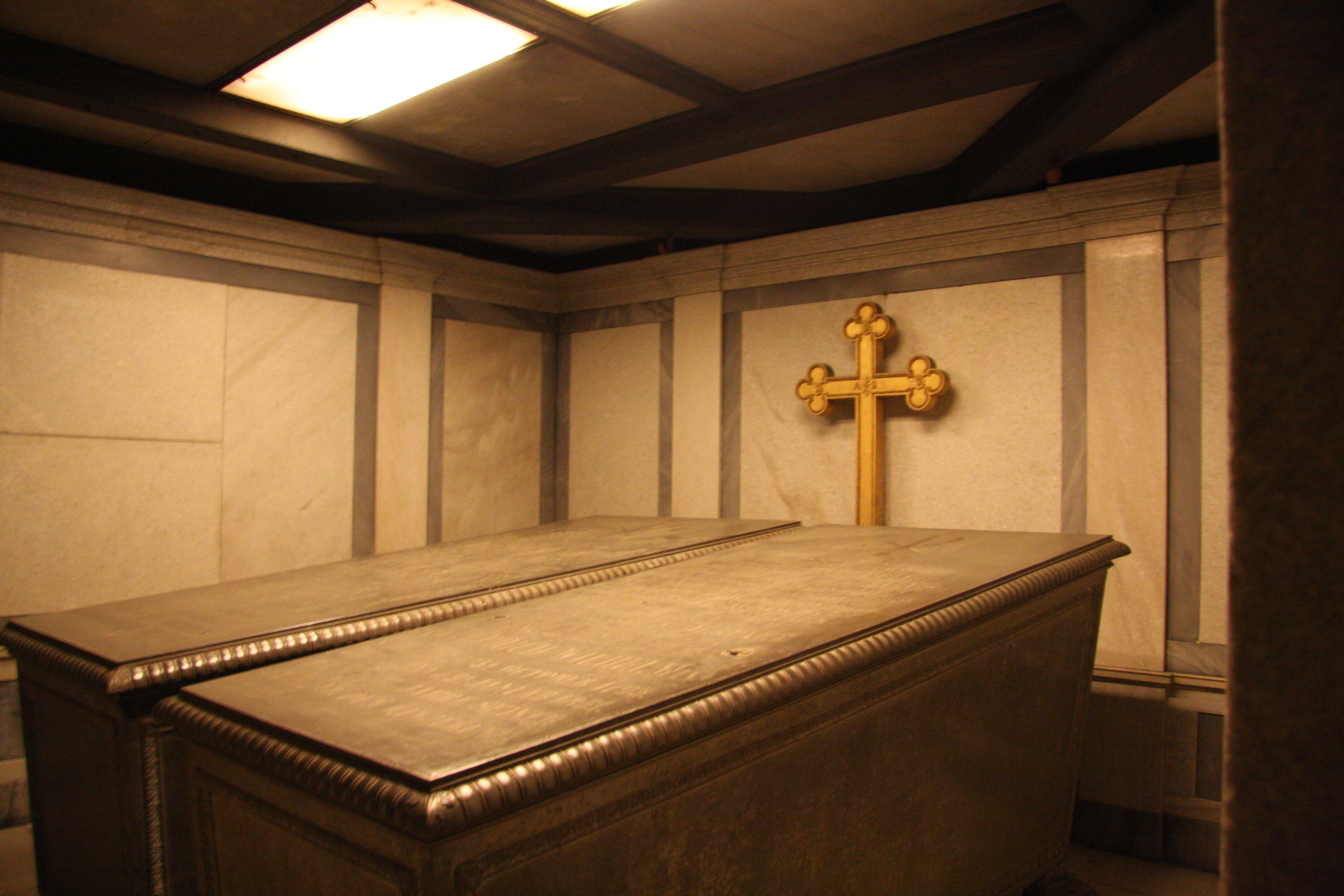
Túmulos de Frederico Guilherme IV e de Isabel Luísa, em Potsdam

Dedicou-se inteiramente ao seu marido durante sua longa enfermidade e, após sua morte, em 2 de janeiro de 1861, viveu entre as residências de Sanssouci, Charlottenburg e Castelo de Stolzenfels, ocupando-se de obras de caridade em memória de Frederico Guilherme.

### Morte
João da Saxônia morreu em 29 de outubro de 1873. Em 8 de novembro, a despeito de sua saúde precária, Isabel viajou para Dresden para os funerais do cunhado e para prestar apoio à irmã em seu período de luto. Entretanto, sua saúde piorou e ela passou seu aniversário de 72 anos acamada no Palácio Pillnitz, em virtude de uma pneumonia. No início de dezembro, seu quadro teve uma melhora, mas logo voltou a agravar-se, com piora dos sintomas respiratórios, tosse intensa e prolongados períodos de inconsciência. Finalmente, pouco antes da meia-noite de 14 de dezembro de 1873, Isabel morreu. Seu corpo foi levado de trem para Berlim em 16 de dezembro e seu caixão, ornamentado com os brasões da Prússia e da Baviera ficou exposto no Palácio de Sanssouci até seu sepultamento, no dia 20, na Friedenskirche, em Potsdam.

## Títulos e honrarias
- 13 de novembro de 1801 – 26 de dezembro de 1805: Sua Alteza Sereníssima, a Duquesa Isabel Luísa da Baviera
- 26 de dezembro de 1805 - 29 de novembro de 1823: Sua Alteza Real, a Princesa Isabel Luísa da Baviera
- 29 de novembro de 1823 – 7 de junho de 1840: Sua Alteza Real, a Princesa Herdeira da Prússia
- 7 de junho de 1840 – 2 de janeiro de 1861: Sua Majestade, a Rainha da Prússia
- 2 de janeiro de 1861 – 14 de dezembro de 1873: Sua Majestade, a Rainha-Viúva da Prússia